# Rheinkamp
Rheinkamp, bis 1974 eine kreisangehörige Gemeinde des Kreises Moers, ist heute einer von drei statistischen Stadtteilen der nordrhein-westfälischen Stadt Moers am linken Niederrhein im Kreis Wesel. Zum statistischen Stadtteil Rheinkamp gehören die statistischen Wohnplätze:
- Rheinkamp-Mitte
- Kohlenhuck
- Repelen
- Bornheim
- Eick
- Baerler Busch
- Utfort
- Meerbeck
- Genend.

Die ehemalige Gemeinde Rheinkamp wurde 1975 auf fünf verschiedene Kommune aufgeteilt:
- Repelen bzw. Rheinkamp nach Moers (s. o.)
- Baerl nach Duisburg
- Niephauserfeld nach Kamp-Lintfort
- Graft nach Rheinberg
- ein unbewohnter Flecken nach Neukirchen-Vluyn.

## Geographie

### Lage

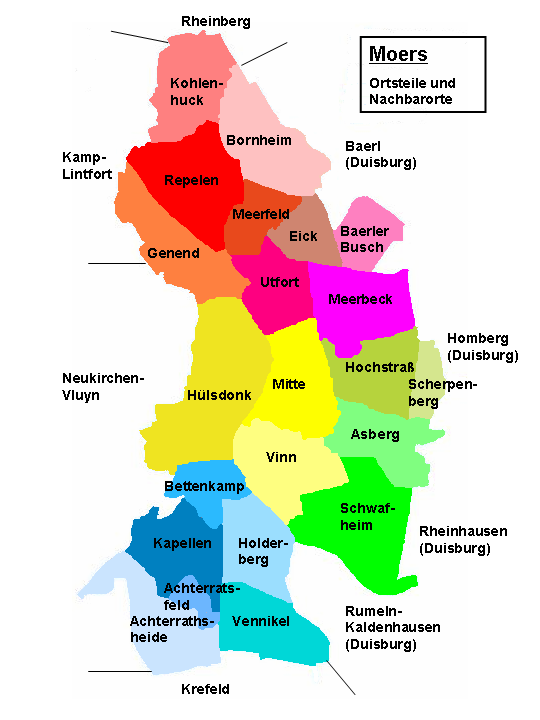
Wohnplätze von Moers. Rheinkamp umfasst den rötlich-violett gefärbten Bereich im oberen Drittel; in der Mitte Moers, unten in Blau Kapellen.

Rheinkamp liegt am linken Niederrhein im Westen des Ruhrgebietes. Entlang des Stadtteiles verlaufen die Bundesautobahn 57 und die Bundesautobahn 42.

### Ortsteile
| Repelen                    | 11.020 |
| Meerbeck                   | 09.126 |
| Eick                       | 05.093 |
| Utfort                     | 05.021 |
| Rheinkamp-Mitte (Meerfeld) | 05.001 |
| Genend                     | 00.588 |
| Bornheim                   | 00.400 |
| Kohlenhuck                 | 00.215 |
| Baerler Busch              | 00.060 |

## Geschichte
Nachrichten für das aktuelle Gebiet Rheinkamp im Mittelalter liegen für Eick und Repelen vor. Die älteste Urkunde für Rheinkamp stammt von 1288. Darin überschrieb Friedrich von Moers ein Gut im Bereich von Repelen (in der Urkunde wird die Lage als „Rinkampe“ angegeben) an Graf Adolf V. und erhielt dieses zum Lehen. Weiterhin wird ein Hof in Eick 1317 als Rittersitz erwähnt; erste Vertreter dieser Hofbesitzer sind seit 1226 und 1262 historisch greifbar. In Repelen wird zur gleichen Zeit ebenfalls ein Hof als Rittersitz erwähnt, auch hier taucht die Familie im 13. Jahrhundert erstmals in den Schriftquellen auf. Im Bereich Repelen hatte das Kloster Echternach urkundlich bereits 726 Pfründen, und Echternacher Besitz ist für 855/856 belegt. Um 1830 gehörten neben dem Dorf Repelen 8 weitere Bauerschaften und 2 Rittergüter (Haus Tervoort und Strommoers) mit insgesamt 219 Wohnhäusern und 1904 Bewohnern zur Bürgermeisterei Repelen.
Rheinkamp war und ist der Name eines alten kleinen Siedlungsbereiches, der zu Repelen gehört und nordöstlich vom ursprünglichen Dorfzentrum von Repelen liegt und heute zum Wohnplatz Bornheim gehört. 1835 bestand der Weiler Rheincamp aus 24 Wohngebäuden mit 186 Bewohnern.

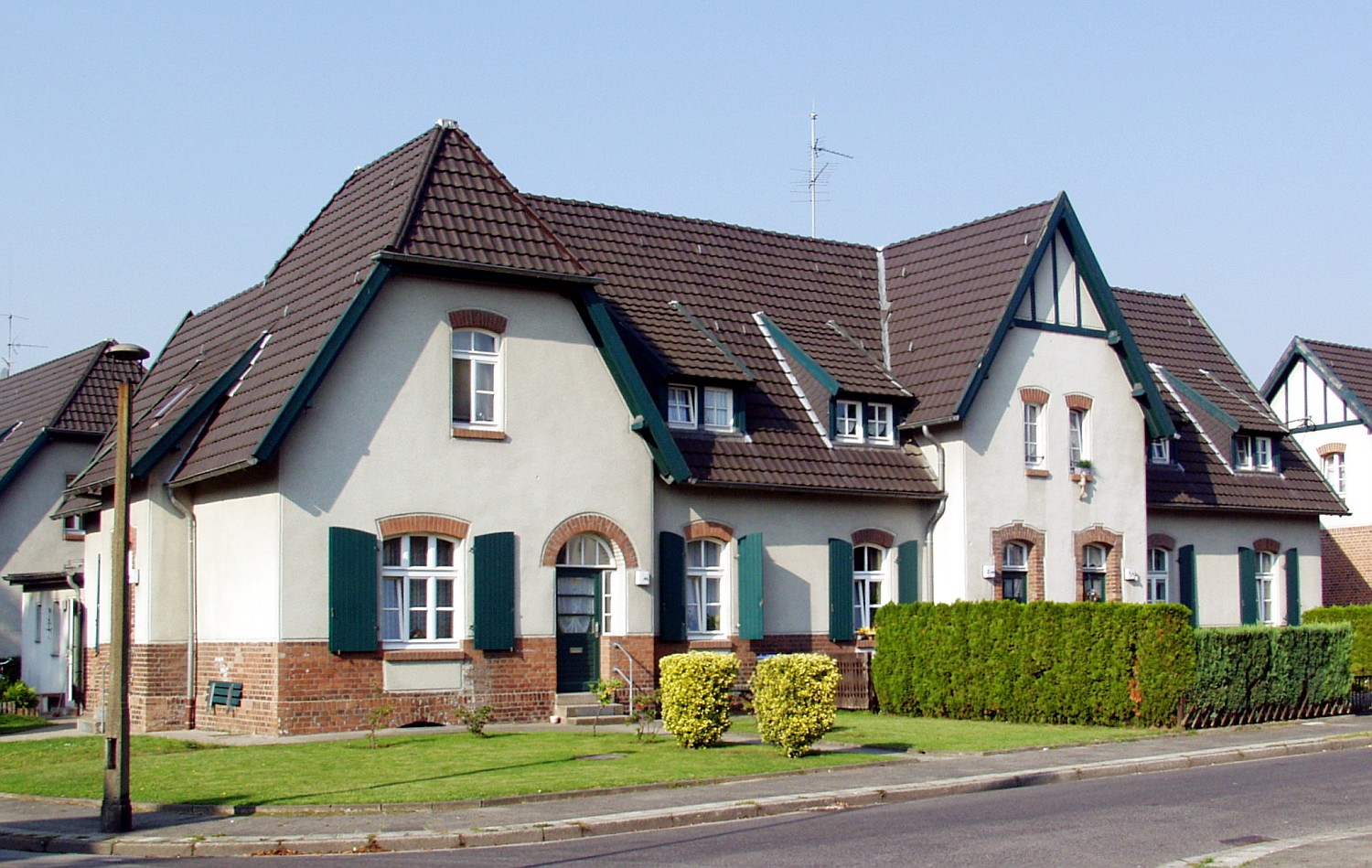
Moers-Kolonie Meerbeck 2

Mit dem Beginn des Kohlebergbaus im Bereich Moers-Meerbeck/Utfort ab 1900 kam es zu einem starken Anstieg der Bevölkerungszahl. Beispielsweise änderte sich die Einwohnerzahl im Bereich der Bürgermeisterei Baerl-Meerbeck von 2166 im Jahr 1900 auf 8229 im Jahr 1909. Die vergleichbaren Zahlen für den Bereich Repelen änderten sich von 2387 auf 4715, wobei durch die Lage des Bergwerkes die Steuereinnahmen komplett nach Repelen flossen. Um die Auseinandersetzungen über die notwendigen Anpassungen für die Infrastruktur zu beenden, wurde von König Wilhelm II. per königlicher Order ein Zusammenschluss der Bürgermeistereien Baerl und Repelen vorgenommen; so entstand 1910 die neue Gemeinde Repelen-Baerl. Ihr Gebiet umfasste neben den Wohngebieten des aktuellen Moerser Stadtteiles Rheinkamp auch die später mit Baerl wieder abgetrennten Gebiete und die Bereiche Graft und Niephauserfeld. Am 18. August 1950 wurde die Gemeinde Repelen-Baerl amtlich in Rheinkamp umbenannt.
Bei der größeren kommunalen Neuordnung in Nordrhein-Westfalen am 1. Januar 1975 (§ 1 Ruhrgebiet-Gesetz) wurde die Gemeinde Rheinkamp weitgehend, mit Ausnahme einiger kleiner Bereiche, in zwei nahezu gleich große Gebiete geteilt. Einer der beiden Teile wurde als ein neuer Stadtteil mit Moers vereinigt und der andere Teil (Großbereich Baerl) wurde Duisburg zugeordnet. Der bevölkerungsstärkste Teil Rheinkamps mit einer Fläche von 23,42 km² und damals ca. 37.000 Einwohnern war nun ein Stadtteil der Stadt Moers und behielt den Namen Rheinkamp. Der Ortsteil Baerl mit den Gebieten Binsheim, Gerdt, Hochhalen und Uettelsheim mit einer Fläche von 24,47 km² und damals 4.376 Einwohnern wurde nach Duisburg umgegliedert. Der Bereich Meerbeck, der ursprünglich zur Bürgermeisterei Baerl gehörte, wurde nicht Duisburg, sondern dem neuen Moerser Stadtteil Rheinkamp zugeteilt. Das Gebiet Niephauserfeld mit einer Fläche von 5,45 km² und damals 270 Einwohnern kam zu Kamp-Lintfort. Rheinberg erhielt den Bereich Graft mit 31 ha und 106 Einwohnern. Zu Neukirchen-Vluyn kam eine kleine, nur 9 ha große unbewohnte Fläche.
Der Stadtteil hatte Ende 2015 36.458 Einwohner.

## Gräberfeld Eick
Im Bereich zwischen Repelen, Utfort und Bornheim wurde 1957 im Vorfeld eines großen Wohnbauprojekts ein frühmittelalterliches Gräberfeld entdeckt und unter der Leitung von Hermann Hinz ergraben. Unter der Bezeichnung „Gräberfeld von Eick“ ging es in die wissenschaftliche Literatur ein. Da die übliche Entfernung zwischen Gräberfeld und Siedlung im frühen Mittelalter 750 m kaum überstieg, ist ein historischer Zusammenhang des Gräberfeldes sowohl mit dem 2 km entfernten Hof Eick als auch mit der gut 1,2 km entfernten, früh bezeugten Siedlung Repelen unwahrscheinlich.
Das Gräberfeld umfasst 162 Bestattungen der Zeit zwischen ca. 530 und 670 n. Chr. Es konnte nicht vollständig ergraben werden; der Ausgräber schätzt den ursprünglichen Bestand auf etwa 250 Bestattungen. Unter Berücksichtigung dieser Überlegungen kann die Zahl der gleichzeitig lebenden Bevölkerung auf etwa 70 bis 75 Menschen geschätzt werden, was für diese Zeit eine eher große Siedlung bedeutet. Anders als die meisten rheinischen Gräberfelder des frühen Mittelalters wurden die Toten in Eick entsprechend ihrer Familienzugehörigkeit bestattet („Sippenfriedhof“). Weiterhin ungewöhnlich für die Region ist das gehäufte Vorkommen von Baumsärgen, Brandgräbern und Kreisgräben. Trotz der starken Plünderung der Gräber zeugen Funde wie ein bronzebeschlagener Eimer, ein Kästchen oder die großen Kammergräber davon, dass hier auch Mitglieder der Oberschicht bestattet wurden.

## Mundart
In den Ortsteilen der ehemaligen Gemeinde Rheinkamp wurde „Grafschafter Platt“ in jeweiliger lokaler Ausprägung gesprochen. Bis nach dem Zweiten Weltkrieg war „Platt“ die Umgangssprache einer breiten Bevölkerungsschicht – heute nur noch von wenigen Menschen gesprochen und verstanden.
Es gehört zum Südniederfränkischen. 
Das Grafschafter Platt zeigte in den einzelnen zum früheren Rheinkamp gehörenden Ortsteilen eine unterschiedliche Ausprägung, so dass sich zum Beispiel Repelner, Baerler oder Meerbecker Plattsprecher durchaus an der Aussprache unterscheiden konnten. Eines der wichtigsten Merkmale des zum Nordniederfränkischen zählenden Grafschafter Platt ist die Aussprache des Personalpronomenes „ich“ als ek, während es im Süden des Niederrheins als ech gesprochen wird. Auch das Wort „auch“ wird unterschiedlich ausgesprochen, nämlich als ook im Norden und als ooch im Süden. Auch das Verb „haben“ wird unterschiedlich gesprochen: Auf Grafschafter Platt heißt es z. B. ek häbb. Weiter südlich heißt es ech han. Die Bergmanns-Sprache hat ebenfalls ihre Spuren im örtlichen Dialekt hinterlassen. Jeder kennt den Spruch „Da hasse abber Futtsack dran!“ (Der Ausdruck Futtsack zeigt an, dass irgendetwas „schief gelaufen ist“. Er kommt aus der Zeit, als noch Grubenpferde unter Tage arbeiteten, die bei „schwierigen Verhältnissen“ mit dem Futtersack ruhig gestellt wurden.)
Auch wenn die Mundart auf dem Rückzug ist, so wird Platt zu Karneval, auf Mundartabenden und in Vereinen gepflegt. Es gibt eine reichhaltige lokale Mundart-Literatur. Zu nennen sind die Bücher von
- Georg Kreischer u. a.: Op Platt vertällt on opgeschrewen. 2001.
- Gottfried Krach u. a.: Min Modersprok. Steiger Verlag, 1977.

Als Quelle zur Geschichte und Mundart gelten auch die Bücher:
- Heinz Wilhelm Rosendahl, Heinz Peter Splittorf: Repelen – eine uralte Geschichte. 2008.
- Ernst Kelter: Chronik der Gemeinde Rheinkamp. Steiger Verlag, Moers 1960.

## Politik

### Wappen
Blasonierung: In goldenem (gelbem) Schild ein schwarzes rechteckiges Feld, belegt mit einem durchlaufenden silbernen (weißen) schräglinken Wellenbalken, begleitet oben von neun goldenen (gelben) auf die Spitze gestellten Dreiecken und unten von zehn gleichen Dreiecken.
Bedeutung: Es handelt sich um ein „redendes Wappen“, in dem der Wellenbalken den Rhein und das schwarze Rechteck das Feld (Kamp) darstellt. Die Dreiecke stehen für die 19 Ortschaften der Gemeinde. Die Farben Schwarz-Gold sind die Farben der Grafschaft Moers, zu der sämtliche Ortschaften Rheinkamps früher gehörten.

## Verkehr
Den öffentlichen Personennahverkehr stellt der Verkehrsverbund Rhein-Ruhr sicher. Der Betriebsbahnhof Rheinkamp liegt an der früheren Bahnstrecke Rheinhausen–Kleve, jetzt Rheinhausen–Xanten.

## Belege
1. ↑  Stadtteile und Wohnplätze | Stadt Moers. Abgerufen am 23. Juni 2024.
2. ↑  Stadtteile und Wohnplätze | Stadt Moers. Abgerufen am 1. Dezember 2023.
3. 1 2 3  Stadt Moers. Stadtteile und Wohnplätze (Memento vom 20. Juni 2016 im Internet Archive)
4. ↑  Christoph Jacob Kremer: Akademische Beiträge zur gülch- bergischen Geschichte, in der Urkunde CLXV vom 7. Lenzmonat (März) 1288. 1781, S. [405]186.
5. ↑  Hermann Hinz: Das fränkische Gräberfeld von Eick. 1969, S. 81.
6. ↑  Die Rheinprovinz der preussischen Monarchie, 1. Band, Sechstes Heft. 1834, S. [219+220]161, 162.
7. ↑  Johann Georg von Viebahn: Statistik und Topographie des Regierungs-Bezirks Düsseldorf. Zweiter Theil. Düsseldorf 1836, S. 107 (Digitalisat der Universitäts- und Stadtbibliothek Köln; PDF; 73,2 MB).
8. ↑  In: Ev. Kirche Moers-Utfort, Abschnitt Geschichte (Onlinefassung).
9. ↑  Johann Georg von Viebahn: Statistik und Topographie des Regierungs-Bezirks Düsseldorf. Zweiter Theil. Düsseldorf 1836, S. 105 (Digitalisat der Universitäts- und Stadtbibliothek Köln; PDF; 73,2 MB).
10. ↑  Martin Bünermann, Heinz Köstering: Die Gemeinden und Kreise nach der kommunalen Gebietsreform in Nordrhein-Westfalen. Deutscher Gemeindeverlag, Köln 1975, ISBN 3-555-30092-X, S. 39, 50.
11. ↑  Hermann Hinz: Das fränkische Gräberfeld von Eick, Gemeinde Rheinkamp, Kreis Moers (Germanische Denkmäler der Völkerwanderungszeit. Serie B, Band 4). Gebr. Mann, Berlin 1969.
12. ↑  Frank Siegmund: Merowingerzeit am Niederrhein (Rheinische Ausgrabungen, 34). Rheinland-Verlag, Köln 1989, S. 286.
13. ↑  Hermann Hinz: Das fränkische Gräberfeld von Eick. 1969, S. 56–63.
14. 1 2  Gottfried Krach: Min Modersprok. Steiger Verlag, Moers 1977, ISBN 3-921564-05-0, S. 3 ff.
15. ↑  Rheinhausener Bergbaubegriffe. Archiviert vom Original (nicht mehr online verfügbar) am 2. Januar 2011; abgerufen am 1. Januar 2013.
16. ↑  Heinz Wilhelm Rosendahl, Heinz Peter Splittorf: Repelen – eine uralte Geschichte. printmediapart, 2008, ISBN 978-3-00-024177-2, S. 7 ff.
17. ↑  Ernst Kelter: Chronik der Gemeinde Rheinkamp. Steiger Verlag, Moers 1960, ISBN 3-921564-13-1, S. 5 ff.
18. ↑  Wappenbeschreibung Heraldry of the World